# Augasma aeratella
Augasma aeratella (лат.) — вид молевидных бабочек-чехлоносок (Coleophoridae).
Эндемик Европы.

## Распространение
Встречается в большей части Европы (за исключением большей части Фенноскандии и некоторых частей Балканского полуострова). Среда обитания состоит из открытых ландшафтов лесостепных и степных биотопов.

## Описание
Мелкая молевидная бабочка. Размах крыльев 9—10 мм. Взрослые особи летают с июня по июль. Имеют одно поколение в год.
Гусеницы живут в веретенообразных галлах в тканях таких травянистых растений как горец птичий (Polygonum aviculare), Polygonum arenarium и горец развесистый (Polygonum lapathifolium; семейство Гречишные). Их можно встретить с конца июня до середины августа.